# Yeoryos Athanasiadis
Yeoryos Athanasiadis –en griego, Γεώργιος Αθανασιάδης– (Taskent, URSS, 5 de junio de 1962) es un deportista griego que compitió en lucha libre. Ganó dos medallas de plata en el Campeonato Mundial de Lucha, en los años 1987 y 1990, y una medalla de plata en el Campeonato Europeo de Lucha de 1987.

## Palmarés internacional
| Campeonato Mundial | Campeonato Mundial         | Campeonato Mundial | Campeonato Mundial |
| Año                | Lugar                      | Medalla            | Categoría          |
| ------------------ | -------------------------- | ------------------ | ------------------ |
| 1987               | Clermont-Ferrand (Francia) | Medalla de plata   | 68 kg              |
| 1990               | Tokio (Japón)              | Medalla de plata   | 68 kg              |
| Campeonato Europeo |                            |                    |                    |
| Año                | Lugar                      | Medalla            | Categoría          |
| 1987               | Veliko Tarnovo (Bulgaria)  | Medalla de plata   | 68 kg              |